# Esti Ginzburg
Esti Ginzburg  (Hebreeuws: אסתי גינזבורג) (Tel Aviv, 6 maart 1990) is een Israëlisch fotomodel en actrice. Op haar achtste poseerde ze al voor een melkreclame en op haar veertiende tekende ze een contract bij Elite Model. In 2010 speelde ze in de Amerikaanse film Twelve en in 2013 in de film Movie 43. Ze verscheen in de Sports Illustrated Swimsuit Issue in 2009, 2010 en 2011.

## Persoonlijk leven
Ginszburg is de dochter van de architect Arieh Ginzburg. Ginzburg is Joods en op 8 juni 2012 trouwde ze met Adi Keizman, een vastgoedmakelaar. In february 2015 werd Ginzburg moeder van haar zoon Rafael Yehonatan.
- Nationale Bibliotheek van Israël: 987007588125405171
- Virtual International Authority File: 317286955